# 罗齐剧院

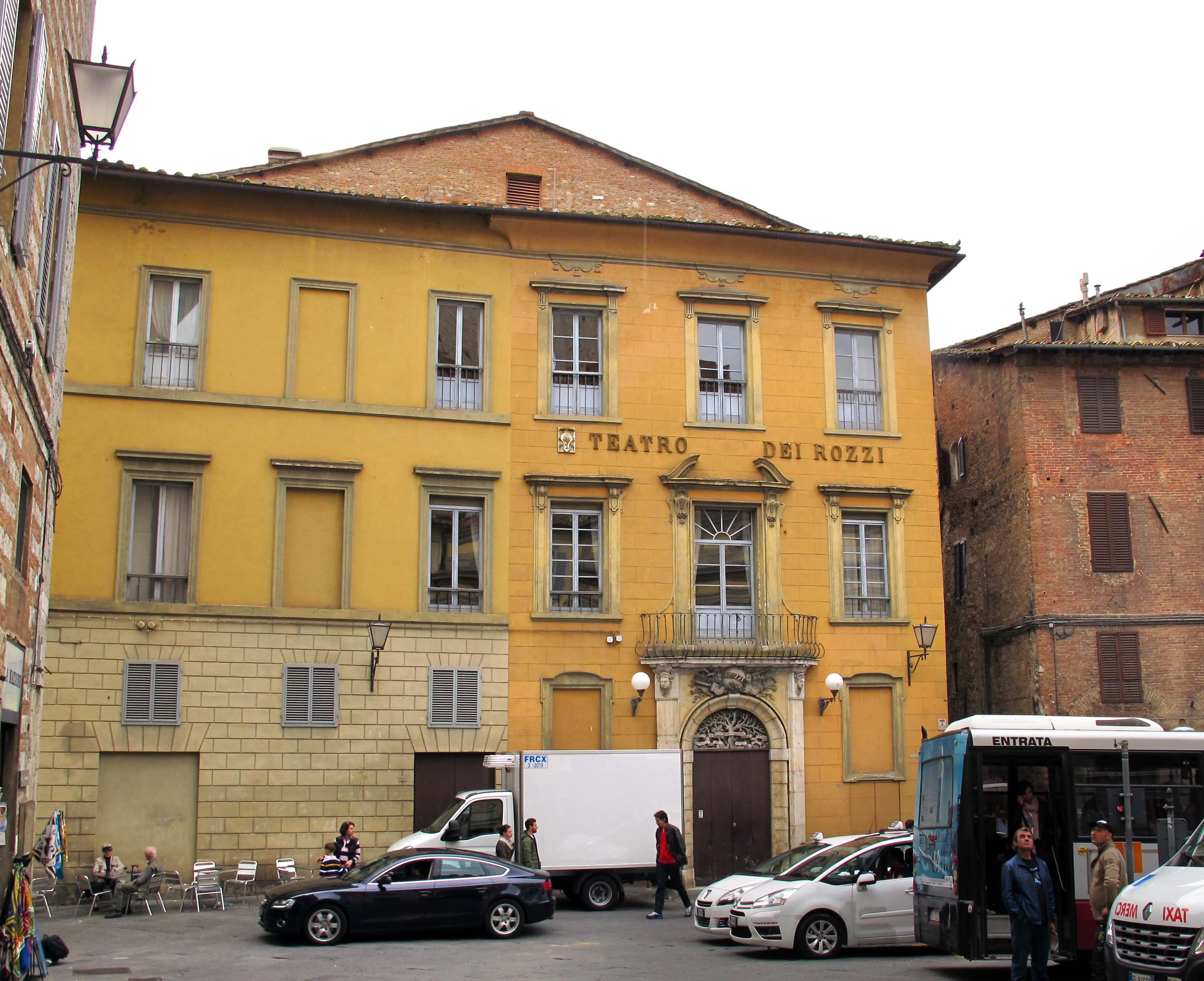
罗齐剧院

罗齐剧院 （Teatro dei Rozzi）是一家现场表演剧院，位于意大利托斯卡纳大区锡耶纳市独立广场（Piazza dell'Indipendenza）15号。该建筑于 1817 年落成，但机构成立的历史可追溯到 1531 年，由一群工匠创建 。剧院建筑由亚历山德罗·多维里于 1816 年设计，并于 1874 年扩建。